# Castillo Azul
El Castillo Azul es un edificio localizado en San José, Costa Rica. Es una de las cuatro edificaciones que pertenecen a la Asamblea Legislativa de Costa Rica y alberga la presidencia del congreso. Se encuentra ubicado en Cuesta de Moras, entre Avenida Central y calle 17, sobre el bulevard Ricardo Jiménez Oreamuno. Es un elegante inmueble de dos plantas con arquitectura de estilo neocolonial y mediterráneo, lo que, sumado a su importancia histórica y política, lo convierte en uno de los edificios más emblemáticos de esta capital centroamericana. En el pasado sirvió de Casa Presidencial y también fue sede de la Embajada de los Estados Unidos. Fue declarado monumento nacional y patrimonio histórico-arquitectónico de la nación costarricense en 1976. 

## Historia
El Castillo Azul fue construido en 1911 por el grupo de ingenieros "Andreoli e Induni", por encargo de Máximo Fernández Alvarado, líder del Partido Republicano, quien aspiraba a la presidencia de la República y planeaba utilizarlo como Casa Presidencial y residencia personal, de allí su ubicación cercana al Cuartel Bellavista, el principal cuartel de armas de San José. Las elecciones de 1914, sin embargo, quedaron sin ganador y de acuerdo a la constitución vigente, fue llamado a ejercer el licenciado Alfredo González Flores, diputado y miembro del mismo partido, quien ocupó la mansión. Durante 1917, el presidente González Flores fue derrocado por su Ministro de Guerra, Federico Alberto Tinoco Granados, quien tomó el poder de facto. De este modo, la casa fue ocupada por él y su esposa doña María Fernández Le Cappellain. Durante el corto gobierno de los Tinoco, la casa fue testigo de los más elegantes bailes y recepciones que la primera dama ofrecía a la agradecida oligarquía capitalina, quienes habían apoyado el golpe de Estado. La casa fue desmantelada en 1919 cuando los Tinoco se exilian en Francia. El siguiente gobernante, el presidente provisional Francisco Aguilar Barquero, decidió no residir en el Castillo Azul y únicamente lo utilizó como su despacho, mientras que su sucesor, Julio Acosta García, se negó a vivir bajo el mismo techo donde residió alguna vez la familia Tinoco.
La Casa fue adquirida nuevamente por su propietario original, Máximo Fernández Alvarado, quien vendió el edificio al Departamento de Estados de los Estados Unidos para colocar allí una legación que sirviera de embajada. Los funcionarios estadounidenses decidieron modificar la construcción por razones de seguridad y colocaron doble piso de madera, un sistema contra incendios y enormes vigas antisísmicas que "amarran" todo el edificio y que todavía cumplen su cometido. También modificaron la distribución de las salas para hacer oficinas y estudios, y colocaron en las verjas de las ventanas las letras USA.
En 1932, un grupo de militares rebeldes se apoderó del Cuartel Bellavista para dar un golpe de Estado. Los contingentes leales realizaron la defensa desde la Penitenciaría Central (actual Museo de los Niños) y un tiro errado derribó la torre azul de la embajada. Como anécdota, el embajador Roy Tasco Davis envió una carta a Washington D.C en la que relataba que el hecho no pasó de ser "un gran susto" y que inclusive tuvo la virtud de traerse al suelo un enorme panal que había en la torre, por lo que "pudo disponer de miel fresca por muchos meses".
No obstante, lo ocurrido motivó a los norteamericanos a poner en venta la edificación. Fue así como la propiedad pasó a manos del Dr. Carlos Manuel Gutiérrez Cañas, quien invirtió una suma importante en reacondicionarla en sus formas originales y amueblarla. En esta época se bajó el cielo raso en algunas habitaciones para tapar la viga antisísmica que pusieron los norteamericanos, se cambió el piso del vestíbulo pues no correspondía en cuanto a arquitectura con el resto de la casa, se remodelaron los baños y se cerró el balcón del frente, entre otras cosas. Una pequeña edificación en la parte posterior fue demolida.
Durante una de las administraciones del controvertido expresidente José Figueres Ferrer, ordenó la destrucción del histórico Palacio Nacional (sede del congreso) para construir en su lugar el Banco Central. La Asamblea Legislativa se trasladó a un complejo de edificios entre ellos esta mansión. En 1989, como parte de la celebración del Centenario de la Democracia Costarricense, el Gobierno de la República adquirió el edificio para que formara parte de la Asamblea Legislativa.

## Arquitectura

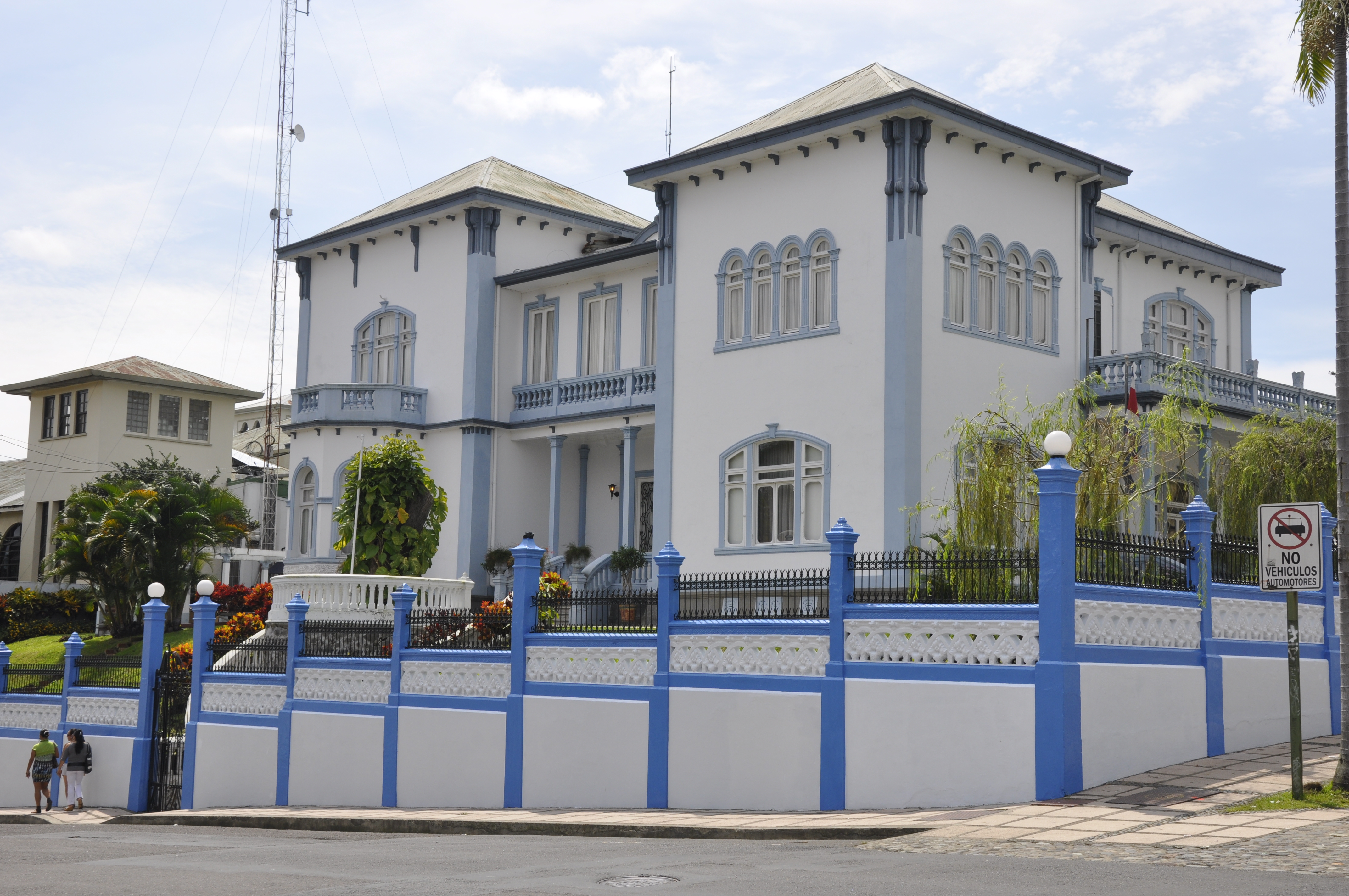
El Castillo Azul.

El Castillo Azul debe su nombre a la insignia política de Máximo Fernández, una bandera de color azul. Los planos y las especificaciones técnicas fueron hechos por la Casa Hennebique de París, Francia, por el ingeniero P. Falsimagne, y los trabajos dirigidos por el contratista Alfredo Andreoli. Es una mansión de unos mil metros cuadrados construida en concreto armado, con bases de granito criollo, madera moldurada en las puertas y ventanas, en la estructura del techo.
Su arquitectura combina el estilo neocolonial con elementos modernos, lo que la asemeja a una mansión mediterránea. Presenta elementos de estilo italianizante: arcos de medio punto, balaustradas, ménsulas y columnas. Tiene una buena jerarquía volumétrica, con predominancia de la masa sobre el vano, propio de la arquitectura románica. Posee seis salones con pisos decorados con granito italiano dentro y mosaicos andaluces por fuera, amueblados con finos muebles europeos. El comedor, en su momento, se dijo era el más grande de la ciudad.
La construcción original poseía una torre en el costado oeste, la cual tenía vidrios rojos, blancos y azules, sobre todo de este último color. Existen versiones de que esta torre fue destruida por un sismo. También contaba con un balcón para dar discursos.
En su interior, el Castillo Azul posee un patio de estilo español, con arcos de caracteres mudéjar y con una fuente central, obra del arquitecto catalán Luis Llach. Según una publicación del desaparecido diario La Información, en 1914 el Castillo Azul poseía una escalinata interna hecha de mármol, dos amplios salones con grandes ventanales de estilo modernista, con batientes de alto relieve de figuras doradas, y otra gran escalera de mármol cerca del comedor, la cual en el descanso se dividía en dos y ascendía a los pisos superiores que dan a los balcones que miran a la ciudad, al este y oeste del edificio.
Su última restauración data de febrero de 2013.